# Megalietenarchitectuur in Noord-Europa
De Noord-Europese megalietenarchitectuur kenmerkt zich door de ruwe of slechts minimaal bewerkte blokken steen, waarmee bouwwerken uit de megalithische cultuur werden gemaakt. Ze werden gebouwd tussen 3500 en 2800 v.Chr. tijdens de Trechterbekercultuur, maar ook tijdens de Wartbergcultuur en de Walternienburg-Bernburgercultuur.
In Mecklenburg-Voor-Pommeren werden tussen 1964 en 1970, door onder andere archeoloog Ewald Schuldt, meer dan honderd verschillende typen graven uit de megalithische cultuur opgegraven, waaronder urdolmen, rechthoekige dolmen, ganggraven, grootdolmen en hunnebedden zonder kamer. Daarnaast zijn er ook nog polygonale dolmen. Aan de randen van het trechterbekergebied kwamen in kleine hoeveelheden ook andere typen voor (bijvoorbeeld de Middel-Duitse kamer, ook wel galerijgraf genoemd). Later ontstonden stenen grafkisten, graven van steenhopen en nauwelijks voorkomende typen (de bootvormige grafkamer van Bakenhus) tot aan röser (stenen grafheuvels, gemaakt van keien).
Volgens een voorzichtige schatting zijn er 30.000 hunnebedden gebouwd door de gemeenschappen van de Trechterbekercultuur. In Denemarken zijn meer dan 7.000 megalithische bouwwerken bekend, waarvan er ongeveer 2.800 bewaard zijn gebleven. In Duitsland zijn ongeveer 900 hunnebedden bewaard gebleven, op een totaal van 5600.

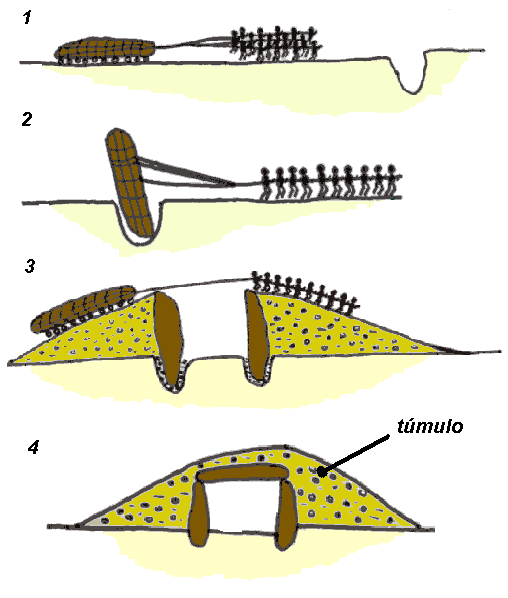
een van de gangbare theorieën over de bouw van de bouwwerken

## Context
Neolithische monumenten zijn een uiting van de cultuur en de geloofsbeleving van neolithische maatschappijen. Het bouwen van en het gebruik ervan gelden als een kenmerk van sociale ontwikkeling. Men vermoedde al vroeg dat achter de megalithische bouwwerken een religieuze beweging schuilgaat. Deze splitste zich in de loop van 8000 jaar op in verschillende sekten.
De vormgeving van de bouwwerken verschilde per regio (Bornholm kent bijvoorbeeld alleen ganggraven), maar was in de eerste plaats afhankelijk van de beschikbaarheid van natuurlijk materialen. Bouwkundig worden alle essentiële elementen overgenomen van de ongeveer 500 jaar oudere Bretonse megalithische traditie, maar (in tegenstelling tot eerdere aannames) is er geen bewijs van architectonische invloed.

## Bautrupptheorie

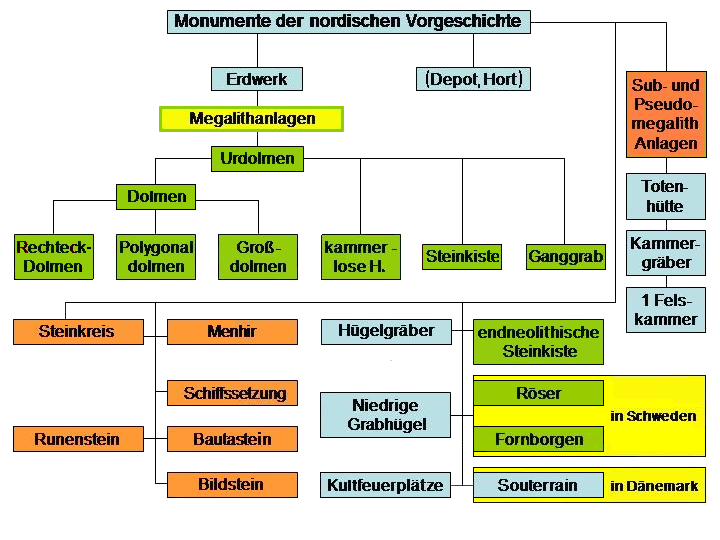
Noord-Europese megalietenarchitectuur en andere kunstmatige oplossingen van de periode

Een verklaring voor de uiteenlopende structuren is – naast de basisvoorwaarden van beschikbaarheid van grondstoffen en technische ontwikkeling – de door Ewald Schuldt en Friedrich Laux bepleite Bautrupptheorie. Volgens Laux liggen aan dit verbreidingsbeeld verschillende "bouwtradities" of "bouwscholen" ten grondslag. "Als men bovendien in een zeer klein geografisch gebied stenen kamers tegenkomt, die dezelfde bouwelementen hebben, bijv. op soortgelijke wijze vervaardigde dorpelstenen, of in sommige gevallen zelfs een bijna identieke grootte hebben, dan is men geneigd om te denken aan groepen bouwers die langs de afzonderlijke landschappen hebben gereisd en opdrachten hebben uitgevoerd. Hun activiteiten omvatten waarschijnlijk de aankoop van het geselecteerde bouwmateriaal en de verwerking van de onregelmatige blokken zelf." En: "Aangezien de bouw van dergelijke kamers met naar binnen hellende muurstenen een zekere kennis van statica vereist, kan men rekenen op een verantwoordelijke bouwmeester die de leiding had." Op grond van de technische uitvoering kwam Ewald Schuldt al in 1972 tot de conclusie dat de monumenten onder supervisie van experts of expertiseteams zijn gebouwd. Een bewijs hiervoor is bijvoorbeeld de Sk 49 dolmen van Skaberjö sn RAÄ 3, een dolmen in Skåne met een driehoekige omlijsting. Deze vormgeving is typisch voor Polen, maar volledig atypisch voor Scandinavië. Daarnaast bestonden en bestaan er regionale zienswijzen, die uitgaan van een zelfstandige ontwikkeling van megalithische bouwwerken in de (afzonderlijke) Europese gebieden, waarbij het een het ander niet uitsluit.

## Elementen
Ewald Schuldt verdeelt de architectuurelementen in:
- Opbouw van de kamer (opbouw van de wanden en het plafond)
- Tussenmuurwerk
- Toegang en drempel
- Kamerportaal
- Inrichting van de kamer
- Heuvel en omlijsting (en wachterstenen)

## Kameropbouw

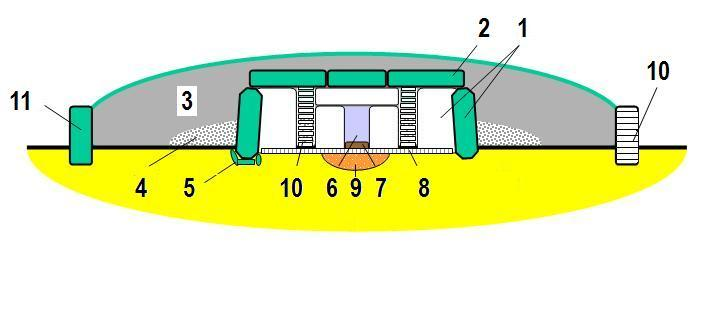
Schematische opbouw: Schema ganggraf (dwarsdoorsnede)
1= draagsteen
2= deksteen
3= heuvel van aarde
4= afsluiting
5= wigstenen
6= ingang
7= drempelsteen
8= vloer
9= ondergrondse opslagplaats
10= tussenmetselwerk
11= randstenen

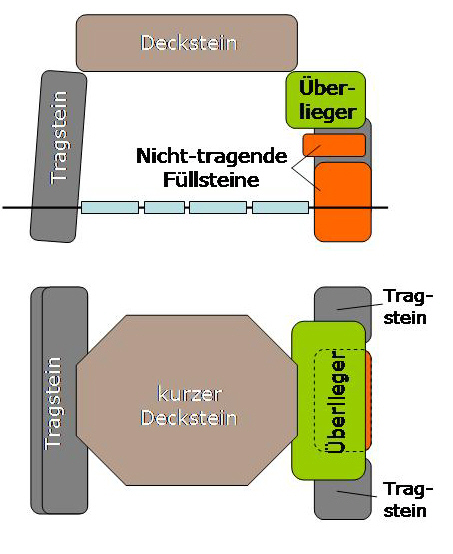
"überlieger"

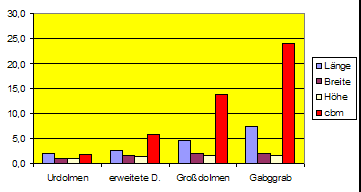
Grafiek met de afmetingen van de verschillende typen

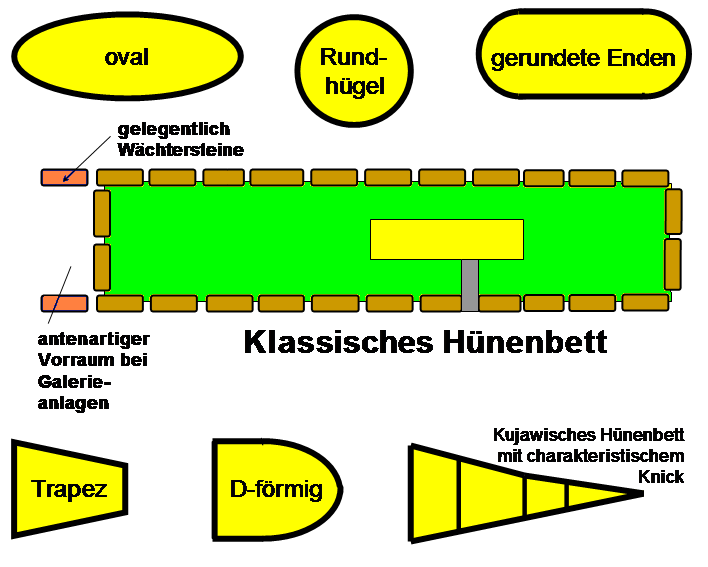
omlijstingsvarianten

Een wezenlijk verschil in de opbouw van de kamers zit in de ondersteuning van de dekstenen bij de verschillende typen. Sommige typen hebben dekstenen, die op drie punten steunen en typen, waar de dekstenen op twee punten steunen, ook wel Jochconstructie genoemd. De voor de bouw van wanden en plafonds gebruikte zwerfkeien hebben, naast een passende afmetingen, ook minstens één relatief vlakke kant. Het kwam minder vaak voor dat de vorm van de steen werd veranderd door deze te splijten. Bij de grootdolmen werden voor de wand- en tussenwandconstructies aan de smalle zijden geen zwerfkeien gebruikt, maar platen van rode bontzandsteen. Deze werden overigens gebruikt om gaten tussen de draagstenen van de kamer en de gang, of gaten tussen de stenen van de omlijsting op te vullen.
Na de periode van de urdolmen werden draagstenen slechts ondiep in de grond ingegraven. Opstaande platen en wigstenen zorgen voor de nodige steun. Bij Jochconstructies ontstond een stabiele constructie door de draagstenen iets naar binnen te laten staan en de buitenkant met aangestampt leem of stenen te bedekken. Als de draagstenen op twee punten steunen, staan de draagstenen wel loodrecht.

### Hoogtebouw
De 106 bouwwerken, die in Mecklenburg-Vorpommern door Ewald Schuldt zijn opgegraven, variëren voor zover na te gaan in hoogte tussen 0,8m en 1,8m. Deze uiterste waarden komen echter niet vaak voor. In Denemarken zijn bij een paar bouwwerken de wanden uit meerdere lagen opgebouwd (vaak twee lagen). Het Rævehøj van Dalby op het Deense eiland Sjælland heeft wanden die uit drie tot vier lagen bestaan. Daardoor zijn de kamers maximaal 2,25 meter hoog, terwijl bij bouwwerken uit vroegere perioden in Denemarken de maximale hoogte 1,75 meter was. In een van de bouwwerken van Neu Gaarz en Lancken-Granitz in Mecklenburg zijn de wanden deels twee-laags.
In Liepen (Mecklenburg) en op enkele andere plaatsen is het, daar waar de "überlieger" een halve meter uitsteken, meerlagig. De grotere blokken die boven in het tussenmetselwerk liggen, worden "überlieger" genoemd. Deels uit meerdere lagen bestaat ook de muuropbouw van een oerdolmen in Neu-Gaarz, waar de "unterlieger" niet van invloed is op de hoogte.
De verwerkte dekstenen zijn zelden zwaarder dan 20 ton. In de andere gebieden waar megalithische bouwwerken voorkomen kunnen de dekstenen soms een gewicht van 100 ton hebben (bijvoorbeeld de Brownshill-dolmen in County Carlow in Ierland). De omtrek van de kamers is vrijwel nooit een vierkant, vaak eerder ovaal, polygonaal, rechthoekig of in de vorm van een ruit of trapezium.

### Tussenmetselwerk
Terwijl bij kleinere bouwwerken de stenen, die de muren vormen, dicht bij elkaar staan, kunnen de gaten, die met tussenmetselwerk gevuld worden, tussen de draagstenen bij grootdolmen en ganggraven zelf meer dan een meter breed zijn. Op Sjælland laat de kamer van een ganggraf op "Dysselodden" (ten westen van Ubby) precies het tegendeel zien. Hier werden de meer dan manshoge draagstenen, zo nauwgezet tegen elkaar aan geplaatst, dat in de voegen tussen de stenen nog geen papiertje geschoven kan worden.

## Ingangen
De megalithische bouwwerken, die door Ewald Schuldt in Mecklenburg-Vorpommern zijn onderzocht, hebben – voor zover bewaard gebleven – een ganglengte tussen zestig centimeter en drie meter. Dit is ten opzichte van het verspreidingsgebied een gangbare lengte.

## Vloeren en ondervloeren
Portalen komen in alle kamers voor. Meestal zijn deze met een drempelsteen gescheiden van de, normaal gesproken ongeplaveide, gang. De voorkamers van de grootdolmen zijn meestal ook niet geplaveid. Als een gang werd geplaveid, dan werd de oorspronkelijke kamerruimte vergroot met een tweede drempelsteen, die verder naar de ingang werd geplaatst.
De grafbodems zijn in de meeste kamers aangelegd als gladde en horizontale vlakken. Bij een van de megalithische bouwwerken uit Brügge trof men een zorgvuldig gemaakte gladde en horizontale grafbodem aan. De dolmen lag op een licht hellend terrein. Om een vlakke grafbodem te krijgen was, de grond aan de zuidoostelijke kant dertig centimeter ingegraven en aan de noordwestelijke kant maar zeventien centimeter. Zo vormden ze een horizontaal laag. De grafbodem van de dolmen van Sankt Michaelisdonn was tussen de zestig en tachtig centimeter ingegraven. Echter was het pleisterwerk in Langwedel en Noer-Lindhöft weliswaar glad, maar niet horizontaal. In beide kamers liep de grafbodem van de ingang naar de tegenoverliggende kant schuin af. In de dolmen van Alt Duvenstedt is de grafbodem in het westelijke deel van de kamer zestig centimeter breed en vijf tot acht centimeter hoger dan in het oostelijke deel.

## Vloerconstructie
Het gebruik van materialen in de afzonderlijke bouwwerken en de regionale verschillen hier zijn informatief. Van de 96 onderzochte megalithische graven in Mecklenburg hebben 76 een min of meer complete vloer. Informatie over de structuur in de afzonderlijke onderdelen van de bouwwerken zoals gang, kamer, quartier, voorkamer of portiek, komt niet vaak voor. Ze leiden tot de conclusie dat de vloerstructuren van hetzelfde type bouwwerk meestal verschillen.
In meer dan de helft van de geregistreerde megalithische graven is de vloer opgebouwd uit twee lagen. In twaalf gevallen werd leemverf op de rode zandsteenlaag aangetroffen. Daarna volgen combinaties van leem op rotsen (6x), leem op verbrand vuursteen (5x), verbrand vuursteen op rotsen (6x) en leem op granietafslag (5x). De twaalf resterende gevallen zijn verdeeld in zes verdere combinaties met twee lagen, waarbij vuursteen over klei (4x) en klei over leisteen (3x) het meest voorkomen.
23 van de 76 onderzochte vloeren bestaan uit één laag. Rode zandsteen (10), rotsen (5) en leem (3) zijn hier het meest voorkomend. In drie gevallen werd een vloer van drie of vier lagen aangetroffen. Ten slotte werd in een combinatie van zes lagen een rotsen vloer gevonden, gevolgd door drie deels roodgebakken leemlagen met een tussenliggende leisafslag.
De opvatting dat de hoeveelheid minder resistente sedimentaire gesteenten afneemt in de richting van de beweging van het landijs, wordt ondersteund door het feit dat in de noordoostelijke megalithische graven (Schwingetal en Rügen) rotsen vloeren volledig ontbreken en vervangen zijn door rode zandsteen of Paleozoïsche leisteen.
De dikte van de vloerlaag varieert tussen drie en tien centimeter. Uniek in zijn soort is de vloer in Sassen (Mecklenburg), waar dunne rode zandsteenplaten verticaal werden gelegd. Het belang van de vloerplaten blijkt uit het feit dat ze ofwel werden verwijderd en vernieuwd door de latere gebruikers, ofwel werd een nieuwe vloerplaat over de oudere gelegd (verlengde dolmen van Serrahn - spr. nr. 384). Vooral in Mecklenburg-Vorpommern en Zweden werden vloeren verdeeld in quartiers.